# Louise Petrén-Overton
Hedvig Louise Beata Petrén-Overton (12 de agosto de 1880 – 14 de janeiro de 1977) foi uma matemática sueca, a primeira mulher da Suécia a obter um doutorado em matemática.

## Formação
Louise Petrén foi uma dos doze filhos do vicário de Halmstad.
Seu pai obteve um doutorado em matemática em 1850, e seu tio-avô Carl Johan Hill foi professor de matemática da Universidade de Lund. Um de seus irmãos foi o médico Karl Anders Petrén.
Com duas irmãs mais velhas fazendo os trabalhos domésticos pode encontrar tempo para se concentrar em seus estudos. Ainda criança, doente com escarlatina, disse a seus pais que não poderia ir para o céu sem levar seus livros de matemática.
Obteve um certificado de educação por tutoria privada em 1899, cm um bacharelado na Universidade de Lund em 1902, sendo uma das cerca de uma dúzia de mulheres na universidade e a única em ciências. Obteve uma licenciatura em 1910 e defendeu seu doutorado em Lund em 1911, com a tese Extension de la méthode de Laplace aux équations.

## Contribuições
Nail Ibragimov registra que Petrén made a profound contribution to the constructive integration theory of partial differential equations in the direction initiated by Euler and continued by Laplace, Legendre, Imschenetsky, Darboux, Goursat. In her PhD thesis she extended to higher-order equations Laplace’s method of integration of second-order linear hyperbolic equations with two independent variables.